# Yukshin Gardan Sar
Der Yukshin Gardan Sar ist ein 7530 m hoher Berg im Hispar Muztagh, einer Bergkette im Karakorum in der autonomen Region Gilgit-Baltistan in Pakistan.

## Lage
Der Yukshin Gardan Sar liegt im nordöstlichen Teil des Hispar Muztagh. 2,5 Kilometer südlich des Gipfels liegt der 7330 m hohe Yutmaru Sar, der vom Yukshin Gardan Sar durch einen 6650 m hohen Sattel getrennt ist. Weitere 7,5 Kilometer südöstlich folgt der Kanjut Sar, der nächsthöhere Nachbar des Yukshin Gardan Sar. Nach Prominenzkriterien ist der Berg jedoch dem Kunyang Chhish untergeordnet, der sich südwestlich und 16 Kilometer entfernt befindet.
Der langgezogene Nordgrat des Yukshin Gardan Sar läuft im Shimshal-Tal aus, östlich dieses Grates fließt der Yukshin-Gardan-Gletscher, westlich des Grates der Yazghilgletscher in Richtung Shimshal-Tal. Dieser Gletscher hat sein Nährgebiet auf einem Hochplateau zwischen Pumari Chhish und Yukshin Gardan Sar. Der obere Yazghilgletscher fließt dabei von der Südseite der Gipfelpyramide des Yukshin Gardan Sar und südlich dessen Südwestgrats entlang nach Westen, bevor er sich nach Norden wendet, über einen Eisbruch den Bergkamm verlässt und als Talgletscher Richtung Shimshal fließt.

## Besteigungsgeschichte
Die Erstbesteigung des Berges gelang 1984 einer österreichisch-pakistanischen Expedition, die den Berg über das Shimshal-Tal erreichte und ihr Basislager auf dem Yazghilgletscher errichtete. Angespornt wurden sie durch eine japanisch-pakistanischen Expedition, die vom selben Basislager aus ebenfalls die Erstbesteigung versuchen wollte. Die Österreicher installierten fünf Hochlager entlang des Yazgilgletschers. Nach einigen wetterbedingten Rückschlägen gelang ihr dritter Versuch. Willi Bauer, Walter Bergmayr, Willi Brandecker und Reinhard Streif erreichten den Gipfel am 26. Juni. Die Japaner hingegen versuchten einen Monat lang vergeblich, den Nordgrat des Berges zu bezwingen, gaben diesen Plan jedoch schließlich auf und erreichten den Gipfel am 23. Juli.
Tetsuei Hanzawa, Akio Hayakawa, Fumihide Saito, Akira Suzuki und Major Sher Khan, (von den Japanern als „der beste Bergsteiger Pakistans“ gepriesen) kletterten im Alpinstil, am Gipfel fanden sie die Flaggen der österreichisch-pakistanischen Expedition. Sher Khan hatte bereits 1982 mit Reinhold Messner und Nazir Sabir den Gasherbrum II und wenige Tage später den Broad Peak, zwei der Achttausender des Karakorum, bestiegen.